# Мирослав Шутвић
Мирослав Шутвић (Сарајево, 6. јул 1957) је бивши јуниорски и сениорски репрезентативац Југославије и рекордер БиХ у скоку мотком. У периоду од 1973. до 1983. био је члан Атлетског клуба Сарајево и јуниорски првак СФРЈ 1976. године. Осим скока мотком, остварио је много наступа у штафети 4x100 m на сениорским такмичењима у СФРЈ.
Рекорд Босне и Херцеговине (4.80 m) је остварио на међународном атлетском митингу МАМ ’80 у Сплиту 28. априла 1980. године. Тај рекорд држи и данас, заједно са Боривојем Бошњаком и Жељком Вучковићем.
Након постизања рекорда, имао је два наступа у сениорској репрезентацији Југославије у Софији. Први наступ био је међународни атлетски митинг Народна младеж 1980. године, а други на Балканским атлетским играма (BAI ‘80).
Године 1982. дипломирао је на Факултету за физичку културу у Сарајеву.
Тренутно живи и ради у Бањој Луци као професор физичке културе.